# День, коли виповнюється 30 років
«День, коли виповнюється 30 років» — радянський художній фільм 1961 року, знятий на кіностудії «Білорусьфільм».

## Сюжет
У цей день Світлані, художниці з розпису тканин, виповнилося 30 років. Вона чекає приходу друзів і близьких. Але ось приходить людина, якої вона не чекала. Це сталося кілька років тому. Світлана була студенткою, Володимир — аспірантом. Вони одружилися, у них народився син. Але незабаром Світлана зрозуміла, що цей шлюб — помилка молодості. Робота на комбінаті допомогла їй залікувати біль помилок. Потім вона зустріла Захара, льотчика-випробувача. Він був людиною, яка, так само як і вона, без залишку віддавала себе роботі, життю. Але виявилося, що щастя іноді доводиться завойовувати у важкій боротьбі з самою собою…

## У ролях
- Руфіна Ніфонтова — Світлана
- Микола Лебедєв — Захар, льотчик-випробувач
- Костянтин Семижен — Борька, син Світлани
- Олена Строєва — мати Світлани
- Юрій Шумаков — Володимир, чоловік Світлани
- Людмила Карауш — Тоня
- Ігор Сретенський — Андрій, аспірант
- Роман Філіппов — Рома Трофімов
- Георгій Жжонов — пацієнт лікарні
- Володимир Дедюшко — епізод
- Павло Волков — викладач, художник, наставник Світлани
- Павло Пекур — епізод
- Нінель Жуковська — учениця Світлани
- Ростислав Шмирьов — член мистецького гуртка
- Людмила Семенова — епізод

## Знімальна група
- Режисер — Валентин Виноградов
- Сценаристка — Олена Каплинська
- Оператор — Олег Авдєєв
- Композитор — Дмитро Камінський
- Художник — Юрій Альбицький